# David Grinspoon
David H. Grinspoon (1959) é um astrobiologista dos Estados Unidos.
Ele é o curador atual de astrobiologia do Denver Museum of Nature and Science. Ele já publicou várias obras, como Lonely Planets: The Natural Philosophy of Alien Life, onde ganhou o prêmio literário 2004 PEN de não-ficção.